# Carlo Ferrari (senatore)
Carlo Ferrari (Genova, 29 agosto 1837 – Massa, 25 gennaio 1910) è stato un prefetto e politico italiano.

## Biografia
Laureato in giurisprudenza nel 1859 alla professione forense preferisce la carriera nell'amministrazione dell'interno, dove entra nel 1860 e rimane per due anni, chiedendo la dispensa dal servizio appena raggiunta la qualifica di consigliere di 1ª classe. Passato alla vita politica viene eletto consigliere comunale e provinciale di Genova e nel 1875 deputato nel collegio resosi vacante di Capriata d'Orba. Alleato di Agostino Depretis viene rieletto fino al 1882. Mancata la rielezione torna all'amministrazione dell'interno, dove viene promosso prefetto e destinato alle sedi di Massa Carrara, Piacenza, Ascoli Piceno, Pisa e Pavia.